# كيفن هانون
كيفن هانون (بالإنجليزية: Kevin Hannon)‏ هو لاعب كرة قدم بريطاني، ولد في 4 أبريل 1980 في Whiston, Merseyside ‏ في المملكة المتحدة. لعب مع نادي ريكسهام.